# Iskandar (Xibànides)
Iskandar (segle XVI) fou khan de Miankal i Kermineh i kagan xibànida dels uzbeks. Era fill de Janibeg i net de Muhàmmad Xaibani.
El 1552 la branca de Janibeg, va ser dispersada; Nawruz Ahmad de Taixkent i Burgan Sultan, un net d'Ubaid Al·là, i altres prínceps van donar suport a Muhammad Yar Sultan i van envair Miankal; Rustem Khan, amb el seu fill Uzbeg Sultan, van quedar presoners a Bukharà; Iskandar Khan va abandonar Kermineh i es va traslladar a Andkhuy; Kermineh tanmateix va resistir i després d'un setge de 12 dies i Abd al-Latif i Nawruz Ahmad es va retirar respectivament a Samarcanda i Taixkent. El net de Janibeg, Abd Al·là ibn Iskandar, va conservar així el petit kanat de Kermineh per al seu pare, però el mateix 1552 es va apoderar de Kesvi que pertanyia a Khudai Berdi, el fill d'Abu Said Khan, i va amenaçar el districte de Karshi. Per prevenir el conflicte Khudai Berdi Khan va bescanviar el seu feu amb Kilish Kara Sultan, fill de Kisten Kara Sultan, un cosí d'Abd Al·là que governava Sagraj. No obstant Abd Al·là tenia poc respecte tant pel seu cosí com per altres parents més llunyans i aviat es va apoderar de Karshi, i també va ocupar la ciutat de Xahrisabz que pertanyia a Gashim Sultan d'Hissar. Això va trobar l'oposició de Nawruz,, que el 1553 va reunir un fort exèrcit a Taixkent i Khodjend i va marxar contra Abd Al·là assetjant Xahr-i Sabz; va demanar el suport de Yar Muhammad Sultan i a Burgan Sultan que ara governaven conjuntament a Bukharà i llavors Abd Al·là va cridar en ajut al seu oncle Pir Muhàmmad I de Balkh. Burgan va arribar a Kasan i va saquejar el districte de Karshi: Abd Al·là li va sortir a l'encontre; al moment crític de la batalla Pir Muhammad i les seves forces van arribar en ajut del seu nebot, i el bukharià fou derrotat i es va haver de retirar. Abd Al·là i Pir Muhammad van marxar llavors en ajut de Xahrisabz, i ara també de Karshi, assetjades per Nawruz. Aquest no els va esperar, va aixecar els setges i es va retirar cap a Taixkent. Abd Al·là es va establir a Karshi i Pir Muhammad va retornar a la seva capital, que era Kilef a la regió de Balkh.
El 1554 Nawruz va marxar contra Miankal, en poder de Iskandar, el pare d'Abd Al·là i, per tant, de la branca de Janibeg. Iskandar va fugir a Balkh i la resta de prínceps de la casa de Janibeg es van refugiar amb Abd Al·là a Karshi. Nawruz va entrar a Miankal i va repartir els territoris entre els seus parents: Kermineh fou per al seu fill Dost Muhammad Sultan; Dabusi per a Abdul Sultan (fill d'Abd al-Latif Khan); i Shahr-i Sabz per Gashim Sultan, fill de Burunduk Sultan d'Hissar. Llavors va enviar el seu fill Baba Sultan contra Abd Al·là a Karshi; va combatre amb aquest i el va derrotar; l'oncle d'Abd Al·là, Rustem Khan, va morir a la lluita, i el mateix Abd Al·là va haver de fugir amb les seves tropes i creuar l'Oxus per arribar a Balkh.
A la mort de Nawruz Ahmad el 1556, el kuriltay va elegir a Pir Muhàmmad de Balkh com a kagan per ser el degà dels prínceps uzbeks xibànides. El seu nebot Abd Al·là ibn Iskandar va abandonar Chechket i Maymana on havia establert residència, i es va traslladar a Miankal. Dost Muhammad, el fill de Nawruz que regnava a Kermineh, va haver de fugir i Abd Al·là va ocupar també Xahrisabz a Gashim Sultan, i va ajudar a Kedai Sultan ibn Abd al-Latif i a Jivan Merdi Ali Khan fill d'Abu Said Khan, a ocupar Samarcanda que estava en mans dels fills de Nawruz Ahmad. Abd Al·là va cedir Kermineh al seu pare Iskandar i el 1557 va conquerir Bukharà i va esdevenir el kan més poderós.
El 1561 va cridar al seu pare Iskandar, que governava a Kermineh, i el va proclamar "kagan de tot el món" (1561), el que implicava el destronament de Pir Muhàmmad. De fet el poder estava totalment en mans del seu fill. Sembla que Abd Al·là va fer algunes ràtzies a territori persa. El 1566 Muhammad Mirza, virrei persa de Khurasan (fill del xa Tahmasp I) va escapar per poc a ser capturat pels uzbeks que marxaven cap a Herat amb 15.000 homes dirigits per Abd Al·là. En una altra de les seves absències per anar al Khurasan, Baba Sultan de Taixkent i Turkestan va fer un atac contra Samarcanda, on governava Khosru Sultan, fill de Yar Muhammad (antic kan de Bukharà), que fou enderrocat i executat (1567). El 1571 Abd Al·là va contraatacar i va derrotar a Baba Sultan; la inscripció que recorda la victòria al pas de Jilan, que encara es conserva, explica que s'havia produït un combat entre Abd Al·là, amb 50.000 homes, i Derwish Khan, Baba Khan i altres fills de Nawruz Ahmad (o Borrak Khan) que comptaven amb 400.000 homes de Turkestan, Taixkent, Fergana i Deixt Quiptxaq (estepes dels kazakhs) i on anaven 50 parents del kan; Abd Al·là va aconseguir la victòria "per l'afortunada conjunció de les estrelles", prop de les fonts del riu Jizakh.
L'any següent (1572) Abd Al·là va marxar contra Din Muhammad de Balkh i després d'un setge de 10 mesos va conquerir la ciutat. L'atalik Nazarbi de la tribu Naiman fou nomenat governador. Din Muhammad fou perdonat i va rebre el districte de Xahrisabz com a feu. En aquest moment Juvan Merdi, germà de Sultan Said (fill d'Abu Said Khan) tenia com a feu Samarcanda, i tenia dos fills: Abu l-Khayr Sultan i Muzaffar Sultan, constantment enfrontats un amb l'altra. Abu l-Khayr es va aliar a Baba Sultan de Taixkent mentre Muzaffar va obtenir el suport d'Abd Al·là; el pare Juvan Merdi donava suport a Abu l-Khayr però aquest fou derrotat; però llavors Abd Al·là va decidir lliurar-se del pare i els dos fills: Juvan Merdi i Muzaffar foren fets presoners i executats a Samarcanda, i una sort similar va seguir aviat Abu l-Khayr. El 1575 fou derrotat definitivament Baba Sultan de Taixkent que va haver de fugir creuant el Sihun, però sembla que Abd Al·là va instal·lar al tron de Taixkent a Derwish Sultan, germà gran de Baba Sultan.
Abdul Sultan, fill d'Abd al-Latif Khan, es va revoltar a Zamin però fou derrotat per Abd Al·là i es va refugiar al territori muntanyós d'Hissar, on va continuar la lluita.
Mentre va viure Tahmasp I de Pèrsia no hi a haver greus incidents al Khurasan, però el xa persa va morir el 1576 va morir i llavors hi va haver certa anarquia sota Haydar Shah (14 de maig a agost del 1576) i Ismail II (1576-1577) que els uzbeks van aprofitar els següents anys.
El 1579 Baba Sultan va ocupar Taixent i va matar el seu germà Derwish Sultan. Abd Al·là va marxar a la zona i va derrotar a Baba prop de Taixkent, obligant-lo a fugir altre cop. Poc després un espia va informar que Baba, el seu germà Buzakhur i uns nebots (fills de Khwarezm Shah Sultan) s'havien establert entre els kazakhs de les ribes del riu Talas, que els havien reconegut com a prínceps. Abd Al·là va enviar a Sayram una partida d'exploració dirigida per Isfendiyar Sultan, Abd al-Baki ibn Durman i altres, i va saber que la història no era certa; llavors va anar al Talas i va passar un dies de cacera i es va entrevistar amb alguns caps kazakhs als que va oferir regals; els kazakhs li van entregar a Ubayd Allah Sultan, fill de Baba Sultan, que havien capturat, juntament amb Jan Muhammed Atalik Naiman i Shah Ghazi Durman, i altres notables. Finalment Baba Sultan va acordar la pau amb Abd Al·là i aquest va retornar a Bukharà.
La tranquil·litat no va durar, perquè Baba Sultan reclamava el districte d'Andijan i com que va saber que no li seria entregat, es va aliar als kazakhs als que va cedir Yassy i Sabran i van acordar mesures conjuntes contra Transoxiana. Els kazakhs manats pel príncep Sarban Sultan, van creuar el Yaxartes en direcció a Bukharà mentre Baba i el seu germà Buzakhur es dirigien cap a Samarcanda saquejant pel camí tot el que trobaven. Finalment els dos grups es van retirar amb un gran botí (1580). Poc després Baba s'enfrontava als kazakhs i en la lluita va matar alguns caps d'aquestos; va derrotar el cap suprem Shigai Khan i va retornar a Taixkent carregat de botí.
El 1581 Abd Al·là va marxar contra Baba altre cop, sortint de Samarcanda, i arribant a Uzkend; va acampar a Karatau o Kara Tau, prop del Sirdarià, on es va trobar a amb el kan kazakh Shigai Khan, el seu fill Tevkel i altres caps kazakhs; l'entrevista fou cordial i Shigai va rebre el nomenament com a governador de Khodjend (Khujand) on va deixar a Shigai quan va marxar. Després va retornar a Bukharà on va celebrar unes festes en les que van participar de manera destacada Tevkel (futur Tevkel Khan) i el seu propi fill Abd-al-Mumin ibn Abd Al·là.
Poc després Abd Al·là va iniciar l'anomenada expedició a l'Ulugh Dagh, perseguint a Baba Sultan, sortint de Bukarà el gener de 1882. Va creuar el Yaxartes i al riu Aris es va assabentar que Baba havia fugit al Deixt Kiptxaq (l'estepa dels kazakhs) deixant part del seu exèrcit a Kara Saman, esmentada a les campanyes de Tamerlà. L'abril va travessar el riu i va seguir cap a les muntanyes de l'Ulugh Dagh. Un destacament del kan uzbek fou capturat per Baba i els membres foren executats, però després Baba va fugir amb els nogais; la seva gent fou atacada per Shigai Khan que els va derrotar prop de Seraili i Turaili; també va derrotar a un altre cap de nom Kuliah Durman, al que van capturar un gran nombre d'ovelles i bens, cavalls i camells. Abd Al·là va arribar al Ulugh Dagh i d'allí al Ilanchik i Ilanjik, on Shigai Khan el va anar a trobar. Abd Al·là va enviar un contingent en persecució de Baba i va retornar a Bukharà creuant el Sarui Su i posant setge pel camí a Sabran, on va estar ocupat dos mesos. Durant aquest setge un fill de Baba Sultan, de nom Tagir Sultan, fou sorprès pel kazakh Tevkel que pasturava els seus ramats a Ak Kurgan, i el va fer presoner entregant-lo Ubayd Allah, germà d'Abd Al·là. En un altre moment Abd Al·là estava de cacera al riu Sabran quan el seu fill Abd al-Mumin Sultan es va perdre però l'endemà va arribar al campament acompanyat de Yan Bahadur Sultan, el germà petit de Shigai Khan, que va rebre una esplèndida recompensa del kan uzbek.
El contingent enviat a buscar a Baba va entrar a territori kazakh en la seva persecució de Baba; els kazakhs (sota direcció de Tevkel i altres caps) van continuar el camí creuant els dos rius anomenats Kenderlik. Finalment Isfensiyar Sultan, fill de Khosru Sultan (cosí d'Abd Al·là), amb el suport dels kazakhs de Tevkel i altres caps, van caure sobre una força important lleial a Baba al riu Sauka; els uzbeks van fer el primer atac perquè es suposava que infringirien més por als enemics (que en canvi lluitarien a mort contra els kazakhs) i efectivament així fou i els uzbeks van aconseguir la victòria. Baba es va refugiar llavors amb els mangits, arribant a Tura, Sibèria; però després va retornar a la ciutat de Turkestan en l'esperança d'obtenir el suport local, que era el seu propi poble; pel camí es va aturar a Sighnak i va enviar per davant a dos calmucs que li havien estat fidels, per preparar el camí a la ciutat; els dos calmucs foren fets presoners per gent de Tevkel Khan, ara kan dels kazakhs, i van acabar servint a aquest de guies cap al campament de Baba; atacat per sorpresa Baba va morir a la lluita; el seu fill Latif fou fet presoner, així com el cap dels amirs Jan Muhammad Atalik i altres; llavors es va presentar a Abd Al·là amb el cap de Baba Sultan, i els presoners Jan Muhammad Atalik, Latif Sultan (fill de Baba) i altres caps rebels; i altre cop fou recompensat generosament i va rebre el govern d'Aferinkend, la millor fortalesa de Samarcanda, que el mateix pare d'Abd Al·là, Iskandar, havia governat. Bozakhur Sultan, germa de Baba Sultan, es va refugiar a Sayram on va morir un temps després.
Mentre Abd Al·là, després de conquerir Sabran es va apoderar de Suzak, Shahrukhia i altres ciutats junt amb Turkestan (Yassy) on com s'ha dit, havia intentat retornar temporalment Baba; tant Turkestan com també Taixkent, quan van saber la mort de Baba, van reconèixer l'autoritat de Abd Al·là. La branca de kans de Taixkent descendent de Siyunish va quedar suprimida. El 1583 Abd Al·la va conquerir Fergana i Andijan sempre amb l'ajut dels kazakhs de Tevkel.
En aquest any 1583 va morir el seu pare i kagan, Iskandar, que residia a Bukharà. S'han conservat algunes monedes encunyades en el temps en què fou kagan. Iskandar fou un notable falconer i dedicava moltes hores als exercissis religiosos. El seu fill Abd Al·là ibn Iskandar va assolir oficialment el càrrec de kagan que en la pràctica ja exercia.